# Anampses femininus
Anampses femininus är en fiskart som beskrevs av Randall 1972. Anampses femininus ingår i släktet Anampses och familjen läppfiskar. IUCN kategoriserar arten globalt som livskraftig. Inga underarter finns listade i Catalogue of Life.